# BabyTron
James Edward Johnson IV (Ypsilanti, Míchigan, 6 de junio de 2000), conocido  por su nombre artístico como BabyTron, es un rapero estadounidense. Inicialmente ganó popularidad en el 2019 con su tema «Jesus Shuttlesworth», es miembro del grupo de hip-hop ShittyBoyz.

## Biografía
James Edward Johnson IV nació el 6 de junio de 2000 en Ypsilanti, Michigan. Asistió a la escuela secundaria Lincoln en Ypsilanti.

## Carrera musical

### 2017-2021: Inicios de su carrera, Bin Reaper y Bin Reaper 2
BabyTron comenzó a tomarse la música en serio a los 17 años, junto con sus amigos de la infancia TrDee y StanWill, y fundaron el trío de rap ShittyBoyz mientras estaban en la escuela secundaria. BabyTron también lanzaba constantemente canciones en solitario y mixtapes en plataformas de transmisión. Su tema de 2019, «Jesus Shuttlesworth», se volvió viral dentro de la comunidad del hip hop, con una variedad de memes que surgieron del tema. La canción fue lanzada en su mixtape debut de 2019, «Bin Reaper» En 2021, aparecería en la canción «Hybrid» con Lil Yachty, extraída del mixtape «Michigan Boy Boat» de este último. BabyTron lanzó el álbum «Bin Reaper 2» en octubre de 2021 con la colaboración de Lil Yachty, Miles Bridges (acreditado como RTB MB) y ShittyBoyz.

### 2022–presente: Megatron y Bin Reaper 3
BabyTron ganó tracción en 2022 a través de su serie de canciones que lo presentan rapeando sobre una multitud de ritmos populares en una sola canción. Esto comenzó con «Prince of the Mitten» en enero y fue seguido por «King of the Galaxy» a finales de ese mes.
BabyTron lanzó el álbum «Megatron» el 4 de marzo de 2022 a través de Empire y The Hip Hop Lab.
Su canción «Emperor of the Universe» fue lanzada el 17 de mayo y contó con un video musical dirigido por Cole Bennett.
Fue nombrado como parte de la Clase de Primer Año XXL 2022 el 14 de junio de 2022.
El 2 de agosto, su sencillo «Blah Blah Blah» con TrDee fue lanzado.
El segundo mixtape de ShittyBoyz, «Trifecta 2», fue lanzado el 5 de agosto de 2022.
El 19 de septiembre, BabyTron anunció su próximo álbum «Bin Reaper 3». El 28 de octubre de 2022, «Bin Reaper 3: Old Testament» se lanzó, alcanzando el número 69 en el Billboard 200, su primera entrada en la lista.
El 5 de enero de 2023, BabyTron anunció su tercer álbum, «Bin Reaper 3: New Testament». El álbum incluye colaboraciones de Lil Yachty, Babyface Ray y Cordae. New Testament actúa como una secuela de Bin Reaper 3: Old Testament. El álbum fue lanzado el 13 de enero de 2023 y alcanzó el número 100 en el Billboard 200.
Tras su arresto el 8 de febrero de 2023, BabyTron lanzó por sorpresa el EP «Out On Bond» el 24 de febrero.

## Asuntos legales
El 8 de febrero de 2023, Johnson fue detenido y arrestado después de que un oficial de policía realizara una búsqueda con causa probable en su vehículo y encontrara marihuana, comestibles de marihuana, comestibles de hongos psilocibina y una pistola. Fue ingresado en la cárcel del condado de Dawson en Lexington, Nebraska, por posesión de una sustancia controlada. Fue liberado después de pagar el 10% de una fianza de 15.000 dólares.